# Distrito de Saverne
El distrito de Saverne es un distrito (en francés arrondissement) de Francia, que se localiza en el département Bajo Rin (en francés Bas-Rhin), de la région Alsacia. Cuenta con 6 cantones y 127 comunas.
La capital de un departamento se llama subprefectura (sous-préfecture). Cuando un departamento contiene la prefectura (capital) del departamento, esa prefectura es la capital del distrito, y se comporta tanto como una prefectura como una subprefectura.

## División territorial

### Cantones
Los cantones del distrito de Saverne son:
1. Cantón de Bouxwiller
2. Cantón de Drulingen
3. Cantón de Marmoutier
4. Cantón de La Petite-Pierre
5. Cantón de Sarre-Union
6. Cantón de Saverne

### Comunas
| 1. Adamswiller (67002)             | 2. Allenwiller (67004)        | 3. Altenheim (67006)              | 4. Altwiller (67009)                 |
| 5. Asswiller (67013)               | 6. Baerendorf (67017)         | 7. Berg (67029)                   | 8. Bettwiller (67036)                |
| 9. Birkenwald (67041)              | 10. Bischholtz (67044)        | 11. Bissert (67047)               | 12. Bouxwiller (67061)               |
| 13. Burbach (67070)                | 14. Bust (67071)              | 15. Buswiller (67068)             | 16. Butten (67072)                   |
| 17. Crastatt (67078)               | 18. Dehlingen (67088)         | 19. Dettwiller (67089)            | 20. Diedendorf (67091)               |
| 21. Diemeringen (67095)            | 22. Dimbsthal (67096)         | 23. Domfessel (67099)             | 24. Dossenheim-sur-Zinsel (67103)    |
| 25. Drulingen (67105)              | 26. Durstel (67111)           | 27. Eckartswiller (67117)         | 28. Erckartswiller (67126)           |
| 29. Ernolsheim-lès-Saverne (67129) | 30. Eschbourg (67133)         | 31. Eschwiller (67134)            | 32. Eywiller (67136)                 |
| 33. Frohmuhl (67148)               | 34. Furchhausen (67149)       | 35. Goerlingen (67159)            | 36. Gottenhouse (67161)              |
| 37. Gottesheim (67162)             | 38. Gungwiller (67178)        | 39. Haegen (67179)                | 40. Harskirchen (67183)              |
| 41. Hattmatt (67185)               | 42. Hengwiller (67190)        | 43. Herbitzheim (67191)           | 44. Hinsbourg (67198)                |
| 45. Hinsingen (67199)              | 46. Hirschland (67201)        | 47. Hohengoeft (67208)            | 48. Ingwiller (67222)                |
| 49. Jetterswiller (67229)          | 50. Keskastel (67234)         | 51. Kirrberg (67241)              | 52. Kirrwiller-Bosselshausen (67242) |
| 53. Kleingoeft (67244)             | 54. Knoersheim (67245)        | 55. Landersheim (67258)           | 56. Lichtenberg (67265)              |
| 57. Littenheim (67269)             | 58. Lochwiller (67272)        | 59. Lohr (67273)                  | 60. Lorentzen (67274)                |
| 61. Lupstein (67275)               | 62. Mackwiller (67278)        | 63. Maennolsheim (67279)          | 64. Marmoutier (67283)               |
| 65. Menchhoffen (67289)            | 66. Monswiller (67302)        | 67. Mulhausen (67307)             | 68. Neuwiller-lès-Saverne (67322)    |
| 69. Niedermodern (67328)           | 70. Niedersoultzbach (67333)  | 71. Obermodern-Zutzendorf (67347) | 72. Obersoultzbach (67352)           |
| 73. Oermingen (67355)              | 74. Ottersthal (67366)        | 75. Otterswiller (67367)          | 76. Ottwiller (67369)                |
| 77. Petersbach (67370)             | 78. La Petite-Pierre (67371)  | 79. Pfaffenhoffen (67372)         | 80. Pfalzweyer (67373)               |
| 81. Printzheim (67380)             | 82. Puberg (67381)            | 83. Rangen (67383)                | 84. Ratzwiller (67385)               |
| 85. Rauwiller (67386)              | 86. Reinhardsmunster (67391)  | 87. Reipertswiller (67392)        | 88. Reutenbourg (67395)              |
| 89. Rexingen (67396)               | 90. Rimsdorf (67401)          | 91. Rosteig (67413)               | 92. Saint-Jean-Saverne (67425)       |
| 93. Salenthal (67431)              | 94. Sarre-Union (67434)       | 95. Sarrewerden (67435)           | 96. Saverne (67437)                  |
| 97. Schalkendorf (67441)           | 98. Schillersdorf (67446)     | 99. Schoenbourg (67454)           | 100. Schopperten (67456)             |
| 101. Schwenheim (67459)            | 102. Siewiller (67467)        | 103. Siltzheim (67468)            | 104. Singrist (67469)                |
| 105. Sparsbach (67475)             | 106. Steinbourg (67478)       | 107. Struth (67483)               | 108. Thal-Drulingen (67488)          |
| 109. Thal-Marmoutier (67489)       | 110. Tieffenbach (67491)      | 111. Uttwiller (67503)            | 112. Voellerdingen (67508)           |
| 113. Volksberg (67509)             | 114. Waldhambach (67514)      | 115. Waldolwisheim (67515)        | 116. Weinbourg (67521)               |
| 117. Weislingen (67522)            | 118. Weiterswiller (67524)    | 119. Westhouse-Marmoutier (67527) | 120. Weyer (67528)                   |
| 121. Wimmenau (67535)              | 122. Wingen-sur-Moder (67538) | 123. Wolfskirchen (67552)         | 124. Wolschheim (67553)              |
| 125. Zehnacker (67555)             | 126. Zeinheim (67556)         | 127. Zittersheim (67559)          |                                      |